# Mistrzostwa Europy w Zapasach 1905
Mistrzostwa Europy w zapasach 1905 – 5. nieoficjalne mistrzostwa Europy w zapasach, które odbyły się w Amsterdamie w dniach 28–29 stycznia 1905. Zawody odbyły się w kategorii „otwartej”. Złotym medalistą został Niemiec Frantz Blonner, zaś pozostałe dwa podia, przypadły także Niemcom – Willy’emu Diesnerowi oraz W. Thielowi.

## Medaliści
| Kat. wagowa | Złoto          | Srebro        | Brąz     |
| ----------- | -------------- | ------------- | -------- |
| Open        | Frantz Blonner | Willy Diesner | W. Thiel |

## Tabela medalowa
| Poz. | Państwo              |   |   |   | Łącznie |
| ---- | -------------------- | - | - | - | ------- |
| 1    | Cesarstwo Niemieckie | 1 | 1 | 1 | 3       |